# SN 2002kh
SN 2002kh – supernowa odkryta 22 listopada 2002 roku w galaktyce A123616+6214. W momencie odkrycia miała maksymalną jasność 25,10m.